# 裂芡目
裂芡目（學名：Schizopyrenida）是透色门異葉足綱（Heterolobosea）之下的一個目。
俗稱“食腦菌”、“食腦變形蟲”的福氏內格里原蟲（Naegleria fowleri）即為本目內格里原蟲（纳氏虫属）的成員。